# Еврейское кладбище в Нойенбюрге

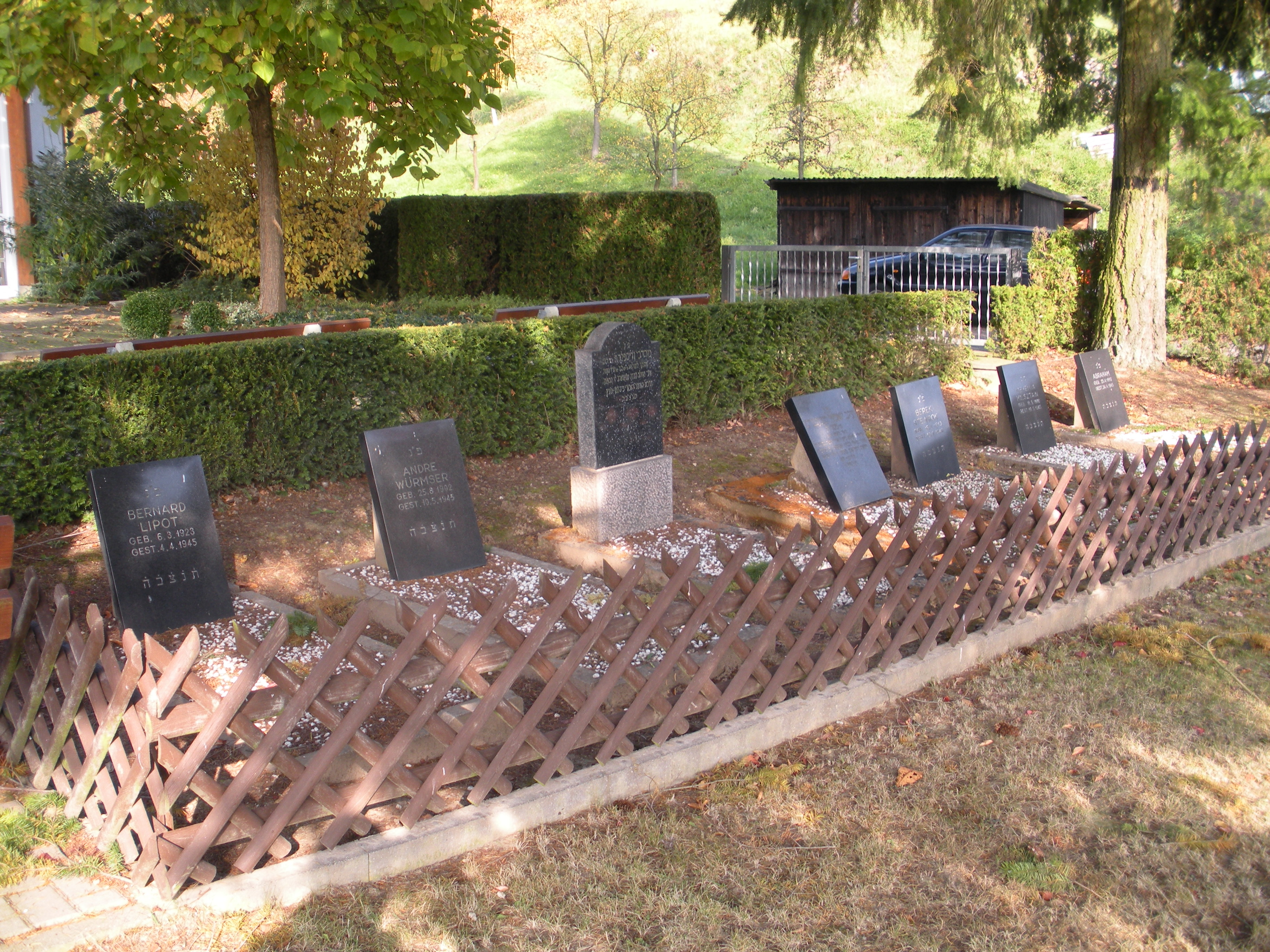
Еврейское кладбище в Нойенбюрге

Евре́йское кла́дбище в Но́йенбюрге (нем. Jüdischer Friedhof Neuenbürg) — одно из сохранившихся еврейских кладбищ на севере немецкой земли Баден-Вюртемберг, расположенное в бывшей деревне Нойенбюрг, ныне ставшей городским районом города Крайхталь. Оно находится рядом с христианским кладбищем.

## История
После окончания Второй мировой войны в 1945 году французскими войсками в Нойенбюрге были размещены больные брюшным тифом бывшие заключенные фашистского концлагеря Вайхинген (Vaihingen) и их пытались довести до выздоровления. В основном, это были польские евреи.
Однако, семеро из освобожденных заключенных концлагеря умерли в Нойенбюрге в 1945 году и были похоронены на созданном новом участке, рядом с городским кладбищем.

## Площадь
Площадь еврейского кладбища 0,30 ара (30 м²). На нём насчитывается 7 могил.